# Amenthes Fossae
Le Amenthes Fossae sono una struttura geologica della superficie di Marte.